# Cumani

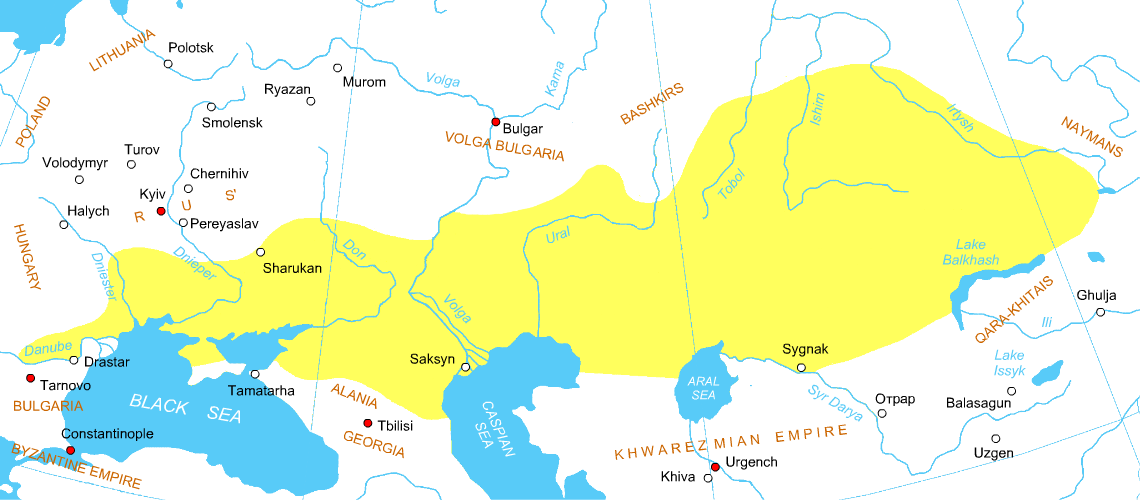
Teritoriul confederației Cumano-Kipceak din anii 1200

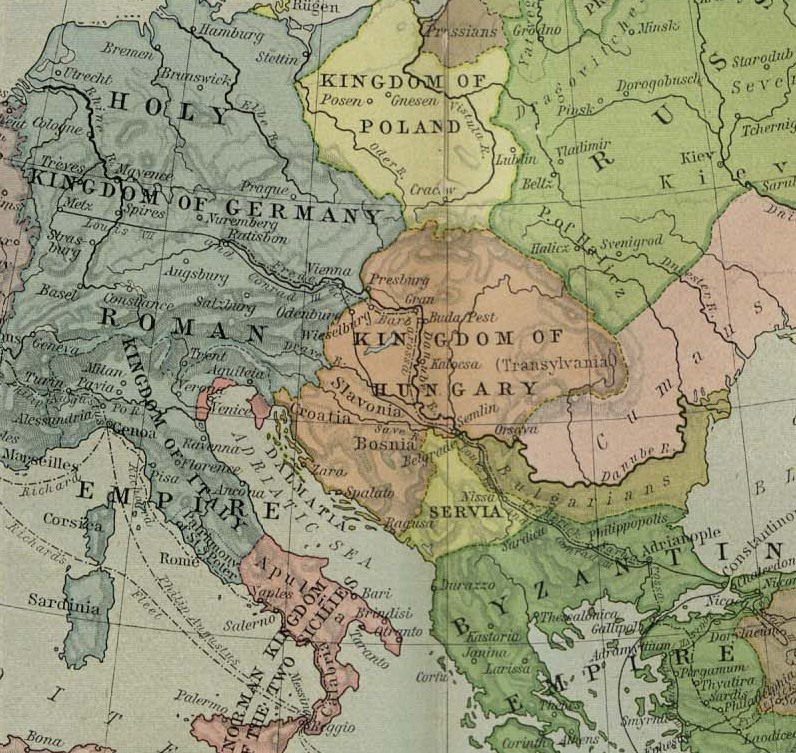
Țara cumanilor din anii 1190

Cumanii (numiți în trecut cománi, și polovțieni) au fost un popor originar din Asia, din grupul turcilor-kîpceak (kιpçak). Prin tradiție ei și-au avut la origine tribul primordial Kîmek (Kιmek). Numele tribal kιpçak a fost interpretat ca fiind, în Antichitate, identic cu cel al „sciților roșii” (Sakalar Iskitler).

## Diviziuni tribale
Tribul "mamă" al cumanilor medievali erau turcii oghuzi Bozok sau Bozokler, a cărui ramură Günhan (de la "Gün Han") îi includea specific pe cumani (alături de clanurile sau triburile adiacente Kayı, Bayat, Alka Evli sau Alaüukaevli și Kara Evli), în care unii antropologi îi includ ca subdiviziuni și pe Kayıatüeatueatu respectiv Çajcyakçca. Celelalte două ramuri ale Bozokler-ilor erau Ay Han și Yıldız Han. 
Bozokler-ii erau una din cele două mari familii tribale ale oguzilor, cealaltă fiind Üçok sau Üçokler. Una din ramurile Üçokleri-lor era tribul Gökhan sau Gök Han, care îi includea pe pecenegi. Toate aceste triburi își aveau ca totem diferite păsări răpitoare din familiile Falconidae, Acvilidae sau Accipiteridae, ca vulturi, ulii, șoimi respectiv pajura sau acvila de munte, ultima, coincidență sau nu, fiind simbol heraldic al Țării Românești medievale, eventual în legătură Imperiul Romano-Bizantin sau cu cumanii sau pecenegii care au dominat acest teritoriu în Evul Mediu timpuriu.
Cronicarii bizantini și mai târziu ruși distingeau între așa-numiții cumani „sălbatici” și cei „pașnici”, ultimii din ei fiind aceia cu care bizantinii și statul Kievean Rus aveau legături de cooperare. Cumanii „pașnici” par să-i fi inclus pe Burci sau Burciu, un trib kîpceak ale cărui elemente tribale apar mai târziu în organizarea statală a mamelucilor sirieni și egipteni (Dinastia Mamelucă) sub numele de Burçoğlu respectiv în Ungaria (clanul lui Borcsol) și legat posibil de căpetenia cumană din secolul al XIII-lea de pe valea râului Milcov, Bortz (Borș), convertită la creștinism. Alt trib cuman a fost Ulaș, menționat în izvoare și cu numele Olaas (colonizat tot în Ungaria), clanul "Itliareva chad" numit în izvoarele rusești și „poporul” lui Itoglîi (Itoğlu) sau Itoba, încorporat mai apoi în statul mameluc, cum a fost și tribul Ursobici (pe cumană Urusoba).  Alte nume tribale cumane menționate în sursele Rusiei Kievene: Toksobici (Toksoba), Citievici, Kolobici, Etebici, Terterobici. Din grupul Terterobici a provenit dinastia bulgară Terter (sau Tertereș). Alte triburi cumane: Olperliueve (Olperlu), Elobici, Emiakovie (Yemek).

### Istorie medievală

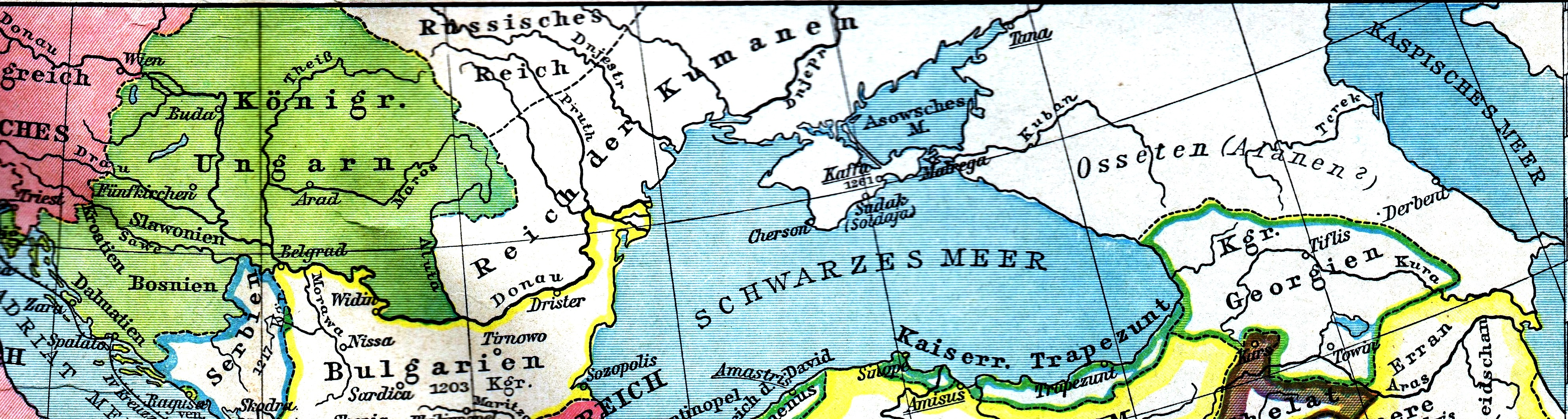
Cumania în perioada imediat următoare celei de a patra cruciade (1204)

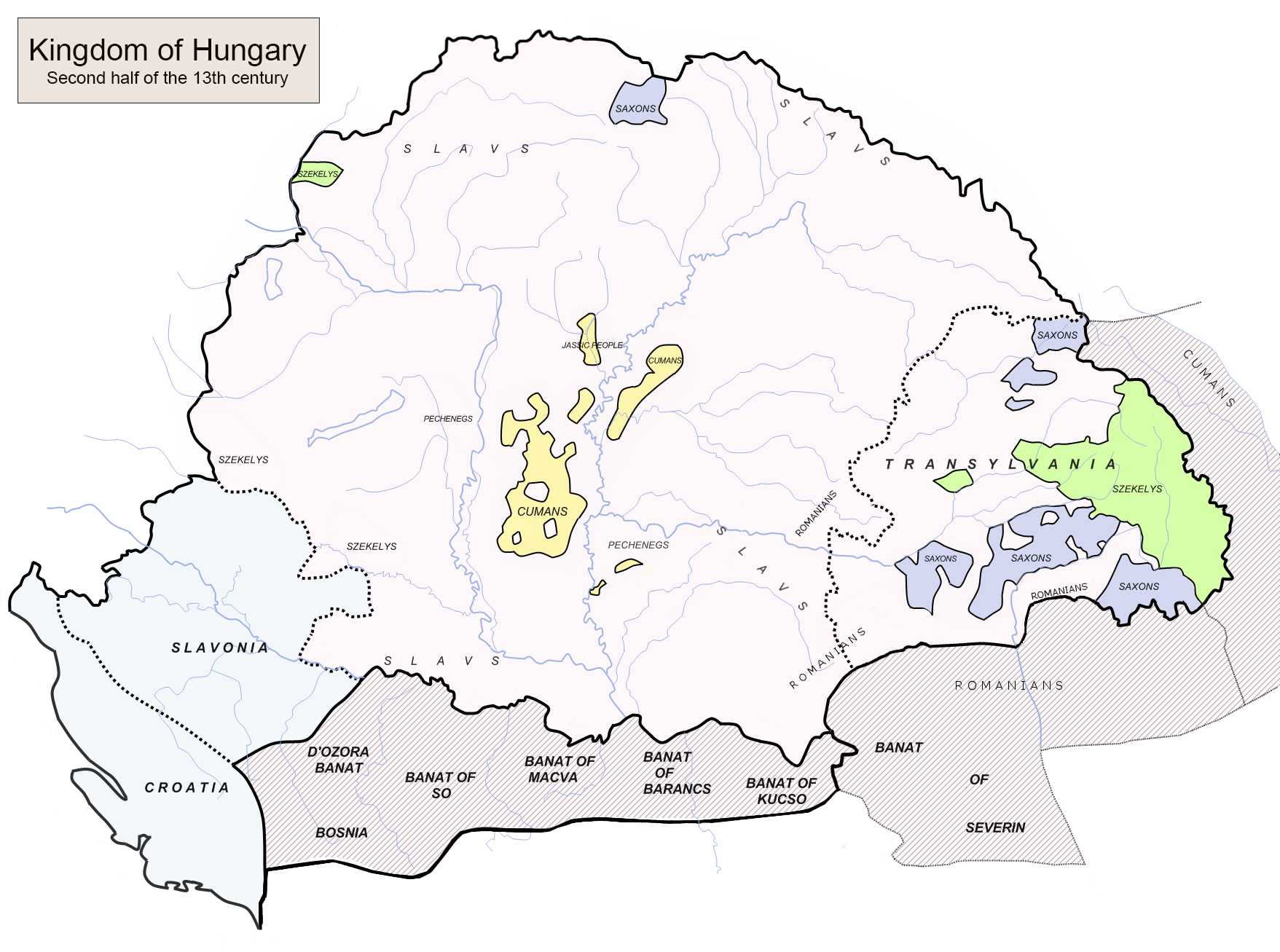
Așezarea cumanilor în Regatul Ungariei, sec. XIII.

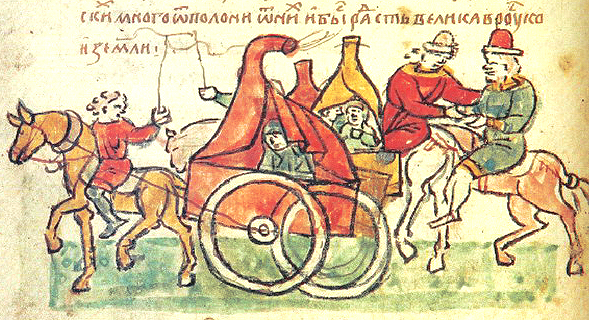
Imagini din cronica primară Radzivill înfățișând cumani

Secolul al IX-lea i-a surprins pe cumani în spațiul geografic dintre fluviile Ural și Volga, în apropierea pecenegilor. După mutarea (migrarea) pecenegilor spre vest, între Nistru și Carpați, pe la finele secolului al IX-lea, cumanii au luat locul acestora dintre Don și Nipru. În a doua jumătate a secolului al XI-lea, după ce resturile hoardelor pecenegilor rămase în urma decimării lor in bătăliile cu Imperiul Bizantin s-au mutat peste Dunăre, cumanii au luat în stăpânire (1070-75) teritorii ocupate până atunci de românii și pecenegii dintre Nistru și Carpați, iar resturile pecenegilor s-au contopit cu ei. 
Ana Comnena a scris că în 1087 cumanii și pecenegii conduși de Tzelgu au atacat Imperiul Roman, însoțiți de "daci". Identitatea dacilor este disputată, istoricul Moravcsic considerând că erau unguri. Totuși Ana Comnena arată că dacii locuiesc pe pantele de nord ale munților Haemus (Hercinici în unele traduceri) iar macedonenii pe pantele de sud, arătând astfel că "dacii" erau români  Cumanii au făcut o incursiune și în Transilvania în 1092. Totuși, centrul puterii le-a rămas în continuare între Don și Nipru (Cumania albă) până când mongolii, după bătălia de la Kalka (1223) au silit populația cumană care a supraviețuit să se transmute spre apus. În acel moment cumanii s-au așezat (1239-1240) în număr mai mare, la vest de Nipru până la Dunăre (Cumania Neagră), părți stăpânite de ei încă din a doua jumătate a secolului al XI-lea. Cu această ocazie unii dintre cumani s-au integrat printre români, alții au fost acceptați în Ungaria sub șeful lor Kuten (Kuthen sau Kotian) cu condiția convertirii la catolicism, în timp ce altă parte a trecut peste Dunăre sub Jonas. Deja în secolul al XI-lea au avut lupte cu bizantinii și cu ungurii, vecinii lor, conflicte care continuă mai ales cu bizantinii și în secolul următor. În timpul românilor balcanici Asănești, cumanii au luat parte, ca aliați ai românilor și bulgarilor, la luptele acestora împotriva bizantinilor. În cele din urmă, după ce au fost înfrânți si decimati de mongoli în bătălia de la Kalka, cumanii s-au apropiat mai mult de unguri, de la care o parte din ei au primit creștinismul catolic (1227), ceilalți rămânând păgâni. Pentru cumanii creștinați catolic, în Moldova activa episcopatul cuman, înființat mai înainte (prima mențiune 1217) pentru propagarea catolicismului în acele locuri, dar acțiunea are loc în mod organizat abia la creștinarea cumanilor și pus în 1227 sub protectorarul Ungariei. Au existat încercări de implantare a catolicismului și la răsărit (est) și miazăzi (sud) de Carpați. Una dintre acestea a constituit-o Episcopia de Milcovia, a cumanilor, înființată la 13 septembrie 1229 din inițiativa regelui Ungariei Albert al II-lea (1205-1235) și a papei Grigore al IX-lea (1228-1241), distrusă din temelie de invazia din 1241 a mongolilor. Încercările ulterioare de a o reînființa au eșuat. Regele Ungariei și-a luat din 1233 și titlu de rege al Cumaniei. După cum s-a precizat anterior, invazia tătarilor a distrus puterea cumanilor si i-a silit să se retragă, o parte peste Dunăre, iar o alta în Ungaria, unde regele Béla al IV-lea, i-a colonizat lângă Tisa (1239). Risipit în toate direcțiile, în scurt timp poporul cuman a dispărut. O mare parte dintre cumanii din Ungaria s-au reîntors după 1290 (anul morții „mentorului” lor, regele Ungariei Ladislau „Cumanul”) în nordul Mării Negre unde s-au contopit cu populația turcică (tătară) din hanatul mongol Hoarda de Aur.
„Cumanii negri”, menționați în secolul al XIII-lea, erau probabil amestecați cu români din Muntenia, cunoscută în acea vreme sub numele de Cumania. În toponimia Moldovei și Munteniei, dar și a Transilvaniei de Sud, au rămas multe locuri care păstrează denumiri cum ar fi : Comani, Comana, Comanca, Comănești, Teleorman, Caracal, Horez, Dărmănești, Cozia, Ozun etc., dar și numele personal ori de familie Coman, Comaniciu, Comăneci. 
Trebuie precizat că aceste cuvinte "Coman" și derivatele sale în România modernă nu par a avea nici o legătură cu numele cumanilor medievali, fiindcă nu numai că nu au fost înregistrate decât în vremurile recente, dar nici nu a fost confirmată arheologic existența unor așezări cumane în locurile în care aceste nume "Coman" au frecvență  ridicată. Totuși, alți autori înclină să creadă că numele unor localități precum Comănești, Comana, etc. derivă de la cumani.
Cuvântul „coman” (atestat în Moldova) înseamnă drac /diavol și, deși Dicționarul de regionalisme îl conectează la cumani, ipoteza este puțin probabilă din punct de vedere lingvistic. Este posibil să fie vorba de un derivat cu sufix „– man”, de tipul *drăcoman, cf. gogoman, pronunțat pe jumătate din scrupule de tip tabu. Pentru alte definiții care explică toponime de tip "Coman / Comana" vezi și Dicționar Explicativ al Limbii Române.
Despre limba lor, s-a păstrat un glosar al unui venețian din secolul al XIII-lea, din care reiese că stătea în raport de dialect cu limba turcă și limba tătară.

## Elemente de antropologie
După Ana Comnena, capul cuman este lunguieț, ba chiar puțin prea mult. Georgius Heinricus Pertz îi descrie a avea fața lungăreață, brună, negricioasă, oacheșă. Statura, potrivit unei mărturii a unui misionar, este lungă și impunătoare. O altă părere relevă faptul că aceștia au părul blond, pielea deschisă la culoare și ochii albaștri (caracteristici care i-au distins de alte grupuri și mai târziu au indus în eroare mai mulți istorici).

## Creștinismul

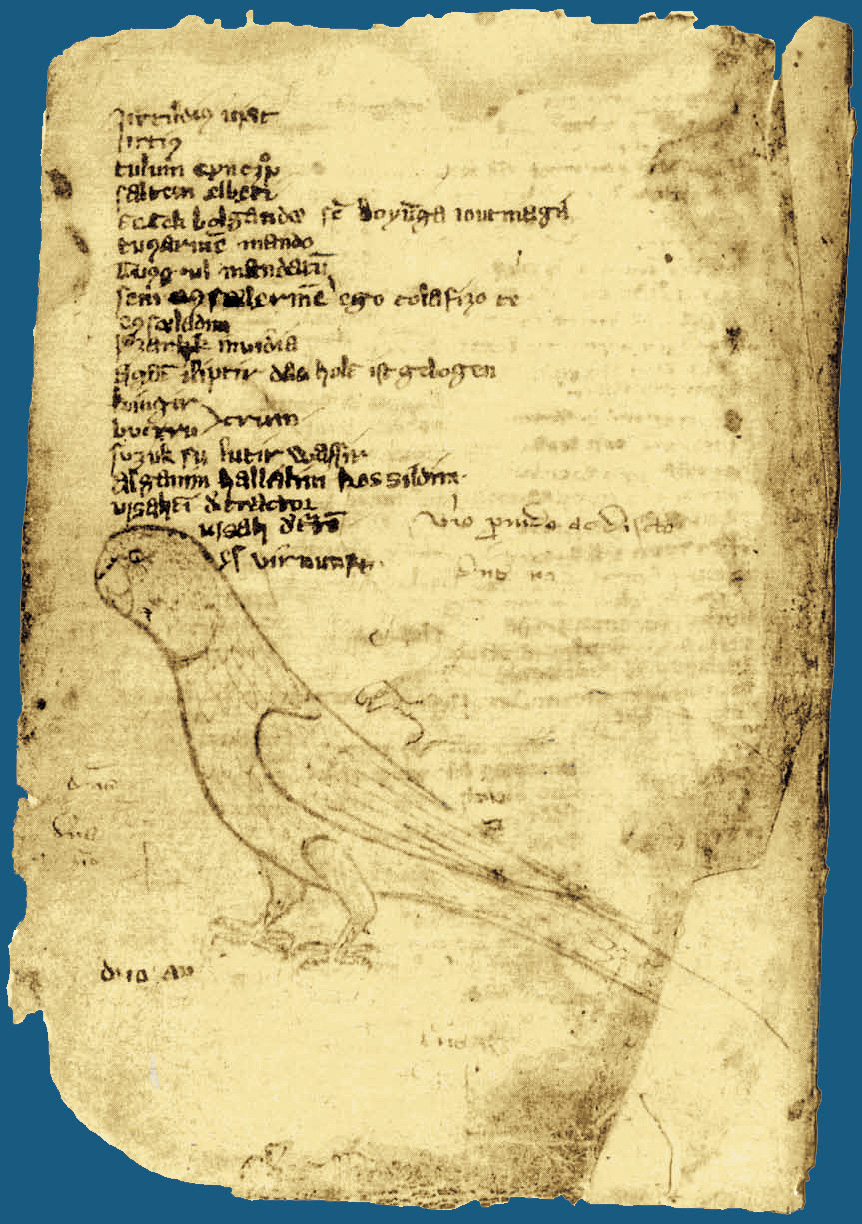
Codex Cumanicus, sec.XIV

Rugăciunea Tatăl Nostru în limba cumană:
bizim atamiz kim-szing kökte
szentlenszing szening ading
düs-szün szening könglügüng
necsik-kim dzserde alaj kökte
bizing ekmegimizni ber bizge büt-bütün künde
ilt bizing minimizni
necsik-kim biz ijermiz bizge ötrü kelgenge
iltme bizni ol dzsamanga
kutkar bizni ol dzsamannan
szen barszing bu kücsli
bu csin ijgi tengri amen. (Kunszentmiklós, Ungaria)